# Zbigniew Kapuściński

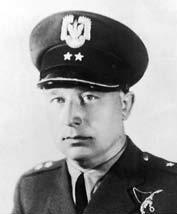
Zbigniew Kapuściński w mundurze

Zbigniew Feliks Kapuściński herbu Odrowąż (ur. 17 grudnia 1904 roku w Kordosie, zm. wiosną 1940 roku w Katyniu) – doktor chemii, porucznik rezerwy pilot Wojska Polskiego, ofiara zbrodni katyńskiej.

## Życiorys
Syn Władysława i Albertyny z domu Szudzińska urodzony 17 grudnia 1904 w wielkopolskim majątku Kordos (w okresie II RP na obszarze powiatu witkowskiego, obecnie okolica Ostrowitego Prymasowskiego). Jego braćmi byli Stefan (ur. 1900, prawnik, komornik sądowy) i Janusz (1898–1998, podpułkownik).
Ukończył gimnazjum w Trzemesznie. Podczas studiów w Poznaniu był członkiem korporacji akademickiej „Chrobria”. Absolwent Uniwersytetu Poznańskiego z 1929. W 1932 uzyskał tytuł doktora chemii. Prowadził zajęcia z chemii analitycznej i jakościowej dla studentów farmacji Uniwersytetu Poznańskiego (późniejszy Uniwersytet Medyczny im. Karola Marcinkowskiego w Poznaniu).
Był współorganizatorem Poznańskiego Aeroklubu Akademickiego w 1928 i Aeroklubu Poznańskiego w 1931. Był jednym z pierwszych pilotów samolotowych wyszkolonych w 1929. Brał udział w wielu zawodach i konkursach lotniczych, zdobywając nagrody.
Został starszym asystentem w Zakładzie Technologii Organicznych Politechniki Warszawskiej. Równolegle od września 1935 został zatrudniony jako referendarz kontraktowy w Dziale Badań Pirotechnicznych w ramach Laboratorium Pirotechnicznego Instytutu Technicznego Uzbrojenia Ministerstwa Spraw Wojskowych, działającego w Zakładach Amunicyjnych „Pocisk” w Rembertowie. Po przeprowadzce z Poznania do Warszawy, działał w Aeroklubie Warszawskiim, gdzie m.in. uczył pilotażu lotniczego swojego kolegę z pracy, Tadeusza Urbańskiego.
Został awansowany do stopnia podporucznika rezerwy w korpusie oficerów aeronautyki ze starszeństwem z dniem 1 stycznia 1932. Na stopień porucznika został mianowany ze starszeństwem z 1 stycznia 1936 i 45. lokatą w korpusie oficerów aeronautyki (od 1937 korpus oficerów lotnictwa).
Po wybuchu II wojny światowej 1939 w okresie kampanii wrześniowej był zmobilizowany jako porucznik rezerwy do 3 pułku lotniczego. Po agresji ZSRR na Polskę został aresztowany przez Sowietów i przewieziony do obozu w Kozielsku. Wiosną 1940 został przetransportowany do Katynia i rozstrzelany przez funkcjonariuszy Obwodowego Zarządu NKWD w Smoleńsku oraz pracowników NKWD przybyłych z Moskwy na mocy decyzji Biura Politycznego KC WKP(b) z 5 marca 1940. Został pochowany na terenie obecnego Polskiego Cmentarza Wojennego w Katyniu, gdzie w 1943 jego ciało zidentyfikowano podczas ekshumacji prowadzonych przez Niemców.
Jego żoną była Irena z domu Przyłuska, z którą miał córki Elżbietę i Grażynę.
W rembertowskim laboratorium pracował doc. dr Tadeusz Tucholski, także zamordowany w Katyniu w 1940.

## Upamiętnienie
5 października 2007 roku Minister Obrony Narodowej Aleksander Szczygło mianował go pośmiertnie do stopnia kapitana. Awans został ogłoszony 9 listopada 2007 roku, w Warszawie, w trakcie uroczystości „Katyń Pamiętamy – Uczcijmy Pamięć Bohaterów”.
W ramach akcji „Katyń... pamiętamy” / „Katyń... Ocalić od zapomnienia” został zasadzony Dąb Pamięci honorujący Zbigniewa Kapuścińskiego przy Zespole Szkół im. ks. mjr. Ignacego Skorupki w Ossowie.